# Bolognetta
Bolognetta é uma comuna italiana da região da Sicília, província de Palermo, com cerca de 3.391 habitantes. Estende-se por uma área de 27 km², tendo uma densidade populacional de 126 hab/km². Faz fronteira com Baucina, Casteldaccia, Marineo, Misilmeri, Ventimiglia di Sicilia, Villafrati.

## Demografia
| Variação demográfica do município entre 1861 e 2011                               |
|                                                                                   |
| Fonte: Istituto Nazionale di Statistica (ISTAT) - Elaboração gráfica da Wikipedia |